# Hidroelektrana Sklope
Hidroelektrana Sklope ili HE Sklope se gradila dvije godine (1968. – 1970.) na području Ličko-senjske županije na rijeci Lici. Zbog te hidroelektane moralo se napraviti umjetno jezero Kruščica, a to je ujedno značilo i potopljavanje sela Kruščica i njegovih zaselaka. To je bio veliki problem, jer se mnogo ljudi trebalo iseliti i napustiti svoje domove.
Hidroelektrana Sklope ima instalirani volumni protok 45 m3/s, a konstruktivni neto pad vode je 60 metara. Instalirana snaga HE Sklope je 22,5 MW (Francisova turbina). HE Sklope prosječno godišnje proizvodi oko 85 GWh, dok je maksimalna godišnja proizvodnja bila 124 GWh (1980.) električne energije. HE Sklope je ustvari dio hidroenergetskog sustava Senj (HES Senj), u kojem se nalazi i Hidroelektrana Senj (216 MW), a koristi hidroenergetski potencijal ponornica Like i Gacke, te potoka Bakovac na potezu od Ličke visoravni do mora, gdje je smještena strojarnica HE Senj. Ovaj hidroenergetski sustav čine još umjetno jezero Kruščica na rijeci Lici, kompenzacijsko jezero u Gusić polju i složeni derivacijski trakt koji se sastoji od 3 tunela duljine blizu 33 kilometara i 20 kilometara kanala i otvorenih riječnih tokova.
Rijeka Lika je dosta nepredvidiva. Voda nekad raste i po 4 metra na sat. Tada se mora biti jako na oprezu, jer slivno je područje veliko i kada se snijeg počne topiti s Velebita, svi pritoci oko Gospića utječu u umjetno jezero Kruščica i kompenzacijsko jezero u Gusić polju. U izuzetno kišnim razdobljima događalo se da vodostaj toliko poraste da potopi pristupne putove nizvodno od HE Sklope i prilaz je bio moguć jedino čamcem. Kosinj i sva okolna mjesta bila bi dva metra pod vodom. Zbog toga je izgrađen dodatni put kroz šumu u duljini od 8 kilometara.

## Razlozi izgradnje
Investitor je bio "Združeno poduzeće elektroprivrednih organizacija, Rijeka". Njihov glavni razlog uz dobivanje energije je bio i pomoć oko poplava. Mislili su da će uspjeti spriječiti česte poplave koje nastaju uz rijeku Liku koje nastaju u jesen, zimu i proljeće zbog obilnih kiša i topljenja snijega. Prije izgradnje brane Sklope voda je brzo plavila polja, ali je relativno sporo odlazila u ponore koji su prirodni kraj toka rijeke Like. Održavanjem i čišćenjem ulaza u ponore voda je odlazila puno brže. Brana Sklope poplave nije uspjela spriječiti, no stvorene su bitne promjene u vodnom režimu rijeke Like. Podzemnim tunelom su vode usmjerene prema rijeci Gackoj i dalje prema moru. Jedan od razloga izgradnje je i turistička atrakcija, pa iako dolaze ljudi iz cijele Hrvatske, pa čak znaju i stranci dolaziti, ipak je to jako mali broj tzv. turista, ako bi ih uopće mogli tako nazvati. Najčešće dolaze stariji ljudi na pecanje, a ne na razgledavanje brane i cijele hidroelektrane, jer se branu vidi samo s vidikovca do kojeg zna doći samo domaće stanovništvo.

## Osnovni podaci
- pribranska (strojarnica smještena neposredno uz branu)
- zemljana brana, visine 77 metara
- visokotlačna
- instalirana snaga 22,5 MW
- instalirani protok 45 m3/s
- maksimalna godišnja proizvodnja: (1974. – 2007.): E = 124 GWh

Glavne grupe građevina hidroelektrane:
- zahvat vode (brana, ulazna građevina)
- dovod vode (kanali, tuneli, tlačni cjevovodi)
- čvor strojarnice (strojarnica, platoi, rasklopište)
- odvod vode (kanali, tuneli)

## Cjevovodi
Potencijalna energija vodene mase koja se koristi pri pretvorbi u kinetičku za vršenje mehaničkog rada vrlo je velika i nekontrolirana može izazvati vrlo velika razaranja. Posebno se to odnosi na vodu akumuliranu u umjetnim jezerima. Jedan od sustava kojem je potrebno posvetiti značajnu pažnju je i sustav zaštite cjevovoda. Vrlo veliki tlakovi na stjenke cjevovoda mogu dovesti i do pucanja cijevi što u pravilu ostavlja vrlo velike posljedice. Izuzetno je važno da sustav zaštite cjevovoda, prilikom bilo kakve nesreće, "odradi" u što kraćem vremenu da bi se spriječilo istjecanje velike količine vode. Postojeći sustavi su robusni, u većini slučajeva zasnovani na hidro-mehaničkim uređajima što nakon mnogih godina eksploatacije dovodi do neminovnog trošenja mehaničkih dijelova i povećanih ulaganja u održavanje. Uglavnom su ugrađene komponente nestandardne i izvanserijske izvedbe što je još jedan dodatni moment koji opterećuje troškove održavanja. Sustavi zaštite su posebno osjetljivo područje jer je samo jedna pogreška, jedno neodređivanje sustava zaštite, dovoljno za katastrofalne posljedice. Danas su tehnološki stasali uvjeti za implementacijom sustava zaštite na bazi novih osjetila i naprednog signal procesinga koji su u svijetu postali standardom u vođenju cjelokupnih postrojenja i energetskih objekata. Moderni digitalni sustavi nadzora i upravljanja modularnog su tipa i omogućuju jednostavnu dogradnju sustava njihovo lagano uklapanje u sustav upravljanja. Ovaj sustav zaštite se koristi i u Hidroelektrani Sklope. 
Postojeći sustavi zaštite cjevovoda mogu se značajno unaprijediti redovitim održavanjem i provjeravanjem funkcije sklopova upravljanja sigurnosnim zapornim ventilom (npr. sustav živinih vaga). Sljedeće poboljšanje je moguće ugradnjom sustava davača tlaka s elektroničkim aktiviranjem.
Izgradnja hidroelektrana ima svojih prednosti i mana. Svi su svjesni da su one još u Hrvatskoj potrebne jer nemamo dobro razvijene ostale izvore energije i to je najveći problem, ali treba razumjeti i stanovništvo koje je protiv izgradnje hidroelektrane kao što je HE Sklope, jer oni gube svoje domove i zemlju, pa iako dobiju naknadu za to nije im lako to sve ostaviti. Tu se nalazi i "problem" zelenih jer hidroelektrane nepovratno narušavaju ekosustave rijeka na kojima se grade te mijenjaju mikroklimu kraja. Uništavaju se i kulturni spomenici, arheološka nalazišta, plodna tla i staništa životinja i biljaka. Uvijek će biti argumenata za i protiv, ali energija nam treba, a pošto kod nas nisu razvijeni drugi izvori energije, potrebne su nam i hidroelektrane.

## Hidroelektrana Sklope u Domovinskom ratu
Neprijateljske snage postavile su veliku količinu eksploziva i kada su ga aktivirali 9. listopada 1991., raznijeli su dio zgrade i uređaj za podizanje zapornice, pa je zatvoren dotok vode u tlačni tunel, koji vodi prema vodnim turbinama HE Senj u Grabovi. Na svu sreću, jedna od dvije postavljene eksplozivne naprave nije eksplodirala, jer bi šteta bila puno veća. Hrvatski branitelji već za nekoliko dana krenuli su u akciju oslobađanja i uspješno otjerali neprijatelja, tako da se moglo započeti s popravkom zapornice. Četnici su dobro znali gdje treba postaviti eksploziv kako bi se onesposobila HE Senj, tako da ne može proizvoditi električnu energiju, ali i da Senj, Velebitsko primorje i otoci ostanu bez pitke vode. No, iznimnim zalaganjem brzo su otklonjena oštećenja i osposobila se zapornica, pa su postrojenja HE Senj nastavila raditi sve do završetka Domovinskog rata i osiguravati pitku vodu za grad Senj, priobalje i otoke Rab i Pag.